# Crambe microcarpa
Crambe microcarpa är en korsblommig växtart som beskrevs av A. Santos. Crambe microcarpa ingår i släktet krambar, och familjen korsblommiga växter. IUCN kategoriserar arten globalt som starkt hotad. Inga underarter finns listade i Catalogue of Life.

## Bildgalleri

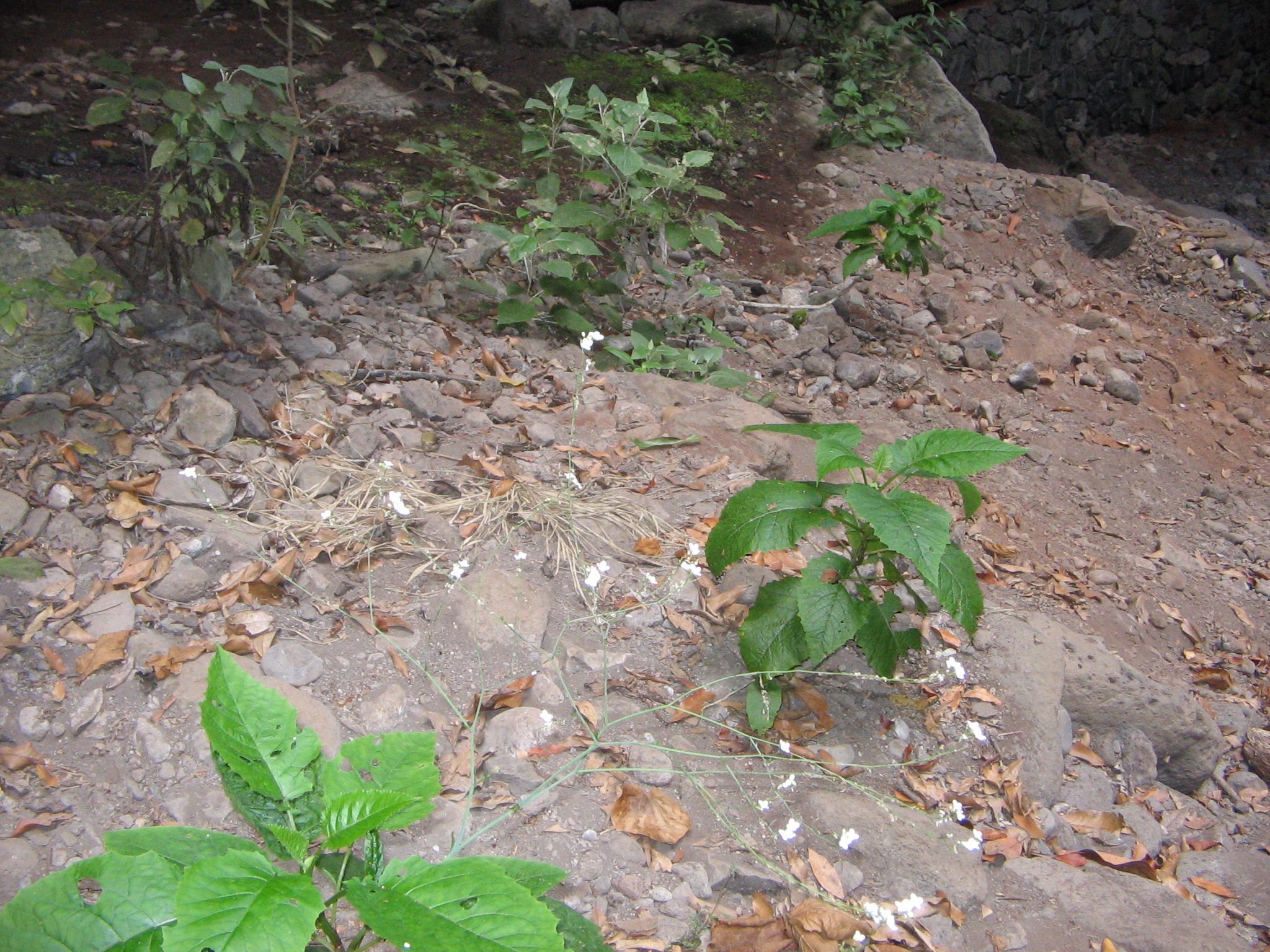
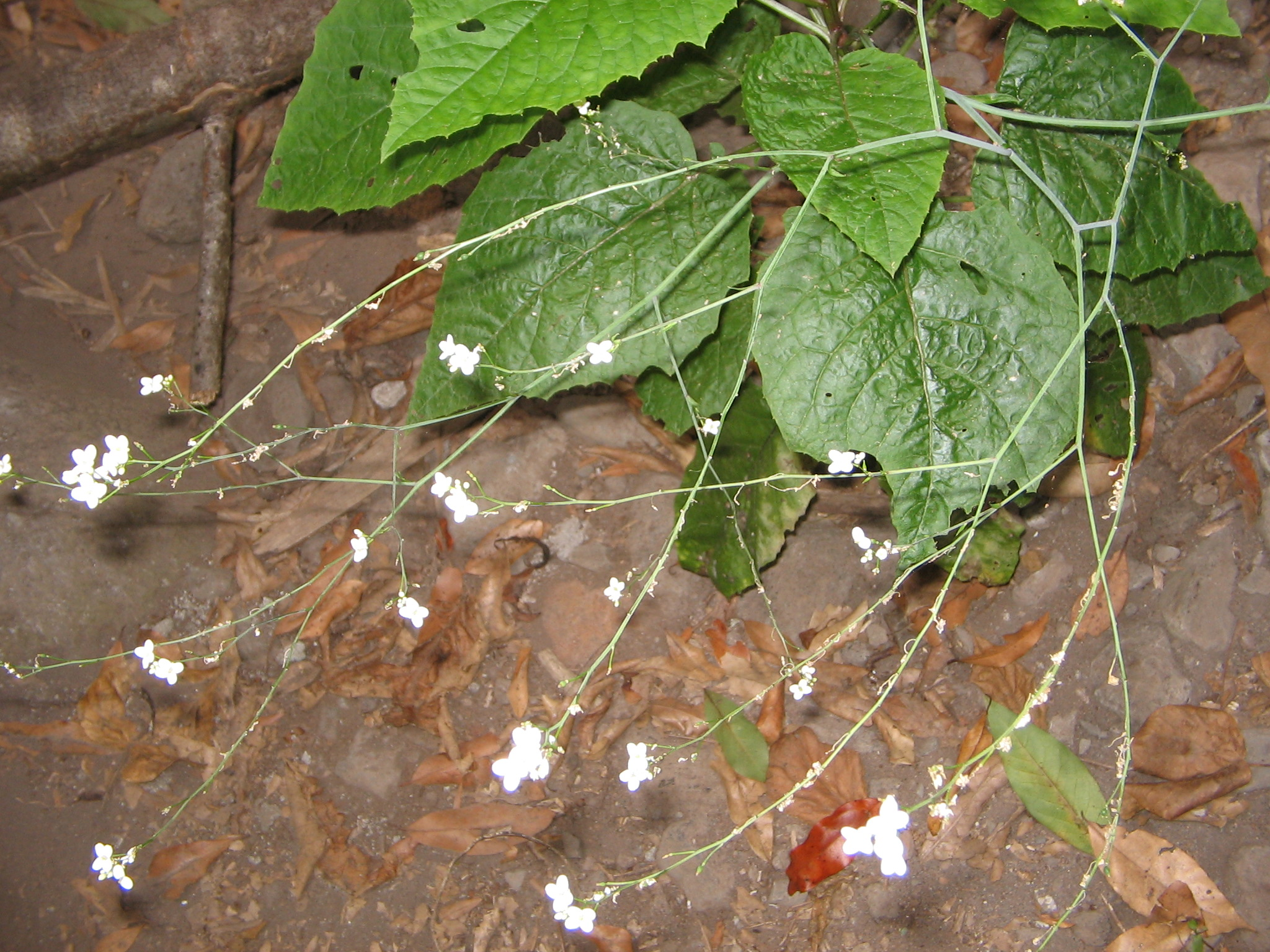